# Лохвицька Мірра Олександрівна
Марія Олександрівна Лохвицька, у шлюбі Жибер (фр. Gibert) (19 листопада (1 грудня) 1869, Санкт-Петербург, Російська імперія — 27 серпня (9 вересня) 1905, там же) — російська поетеса, яка підписувалася псевдонімом Мірра Лохвицька; сестра Теффі та Миколи Лохвицького. До кінця 1890-х років досягла творчого піку і масового визнання, незабаром після смерті Марія Лохвицька була практично забута. У 1980—1990-ті роки інтерес до творчості поетеси відродився; деякі дослідники вважають її основоположницею російської «жіночої поезії» XX століття, яка відкрила шлях Анні Ахматовій та Марині Цвєтаєвій.

## Біографія
Марія Олександрівна Лохвицька народилася 19 листопада (1 грудня) 1869 року в Санкт-Петербурзі в родині адвоката Олександра Володимировича Лохвицького (з 13 серпня 1874 року — присяжного повіреного в Москві) і Варвари Олександрівни (уродженої Гойер, фр. Hoer), зросійщеної француженки, жінки начитаної, яка захоплювалася літературою. Через три роки після народження Марії на світ з'явилася Надія (1872—1952), яка згодом увійшла в літературу під псевдонімом Теффі.
У 1874 році Лохвицькі переїхали до Москви. У 1882 році Марія вступила до Московського Олександрівського міщанського училища (пізніше перейменоване в Олександрівський інститут), де навчалася, живучи пансіонеркой за рахунок батьків. Відомості про те, що її викладачем російської словесності був Аполлон Майков, хибні (в ці роки він жив у Петербурзі). У п'ятнадцятирічному віці Лохвицька почала писати вірші, і на її поетичне обдарування тут же звернули увагу. Незадовго до закінчення інституту два своїх вірші з дозволу начальства вона видала окремою брошурою. Після смерті чоловіка Варвара Олександрівна з молодшими дочками повернулася до Петербурга; сюди ж в 1888 році, отримавши свідоцтво домашньої вчительки, переїхала й Марія.
Відомо, що сестри, кожна з яких рано проявила творчі здібності, домовилися про те, щоб вступити в літературу по старшинству, щоб уникнути заздрості і суперництва. Першою, таким чином, повинна була це зробити Марія; передбачалося, що Надія піде за прикладом старшої сестри вже після того, як та завершить літературну кар'єру. Марія Лохвицька дебютувала в 1888 році, опублікувавши кілька віршів у петербурзькому журналі «Север»; тоді ж вийшли окремою брошурою вірша «Сила віри» та «День і ніч». Були публікації в «Художнику», «Всесвітній ілюстрації», «Російському огляді», «Північному віснику», «Тижні», «Ниві». Поетеса підписувалася спочатку як «М. Лохвицька», потім як «Мірра Лохвицька»; друзі і знайомі також стали звати її саме так. До цього часу відносяться знайомства поетеси з Всеволодом Соловйовим, Ієоронімом Ясинським, Василем Немировичем-Данченко, Аполлоном Коринфським, Петром Гнідичем, Володимиром Соловйовим. Всеволод Соловйов вважався «хрещеним батьком» поетеси в літературі; остання, як сам він не раз зазначав згодом, завжди доставляла йому, як вчителю, «горду радість задоволеного почуття». Першу популярність принесла Лохвицькій публікація поеми «Біля моря» в журналі «Русское обозрение» (1891, № 8). У 1891 році Мірра Лохвицька стала дружиною Євгена Ернестовича Жибера, інженера-будівельника, сина професора архітектури, з яким Лохвицькі були сусідами в Оранієнбаумі, де у них була дача. Рік потому подружжя покинули столицю і переїхали спочатку до Ярославля, а потім — до Москви.
У 1896 році Марія Лохвицька випустила перший збірник «Вірші (1889—1895)»: він мав миттєвий успіх і через рік був удостоєний престижної Пушкінської премії. «Після Афанасія Фета я не пам'ятаю жодного справжнього поета, який так би завойовував, як вона, „свою“ публіку», — писав Василь Немирович-Данченко. Відомий в ті роки літератор (і брат знаменитого театрального діяча) про своє перше враження від її віршів: «немов на мене сонцем бризнуло». Перший збірник, головним чином оспівував кохання як «світле романтичне почуття, яке приносить сімейне щастя і радість материнства», був присвячений чоловікові. Включені до нього були і вірші, звернені до сина. У 1898 році вийшов другий збірник, «Вірші (1896—1898)». А у 1900 році обидві книги були опубліковані окремим виданням.
Переїхавши до Петербурга, поетеса, прив'язана до будинку і дітей, нечасто з'являлася на публіці. Вона увійшла до літературного гуртка Костянтина Случевського (який вважався «поетичною академією» рубежу XIX—XX століть), де бувала нечасто, виправдовуючи свою відсутність хворобу кого-небудь з дітей або власним нездужанням. Про те, що нап неї тут завжди чекали з нетерпінням, можна судити за анонімним записом в одному з журналів: «І прикро, і прикро, / щось Лохвицької не видно», — від 4 лютого 1900 року. Господар «п'ятниць» Случевський, незмінно називав Лохвицьку «серцево шанована поетеса», не втомлювався запрошувати її, «всякий раз підтверджуючи, що її місце — почесне, поруч з ним». Відомо, однак, що коло літературних зв'язків Марії Лохвицької був вузький: серед символістів найбільш дружньо ставився до неї Федір Сологуб.

### Пік популярності
До кінця 1890-х років Лохвицька здобула статус чи не найпомітнішої фігури серед поетів свого покоління, опинившись практично єдиною представницею поетичного співтовариства свого часу, володіла тим, що пізніше назвали б «комерційним потенціалом». Е. Поселянин згадував, що запитав одного разу у К. Случевського, як йдуть його книги. «Вірші йдуть у всіх погано, — відверто відповідав той. — Тільки Лохвицька йде бойко».При цьому «її успіху не заздрили — ця маленька фея завоювала всіх ароматом своїх пісень…», — писав В. І. Немирович-Данченко. Він же зауважував: Лохвицькій не довелося проходити «крізь стрій критичного нерозуміння». В рівній мірі прийнята літературним колом і широкою публікою, вона з кожним новим твором "все далі і далі залишала за собою позаду молодих поетів свого часу, хоча цнотливі каплуни від літератури кричали до всіх святителів скопчеського корабля друку і до білих голубів цензури про аморальність юного таланту «. Лев Толстой поблажливо виправдовував ранні устремління поетеси: „Це поки її зарядило… Молодим п'яним вином б'є. Поживе, охолоне і потечуть чисті води!“. Була лише одна претензія, яку Лохвицькій доводилося вислуховувати повсюдно: вона стосувалася відсутності в її поезії „громадянськості“. В. І. Немировичу-Данченку московський літератор Ліодор Пальмін писав про це так:
|  | На нашому горизонті нова зірка. Ваша пітерська Мірра Лохвицька - пташка-невеличка, від землі не видно, а той же Вукол Лавров читає її й бульбашки на губи пускає. Почав би її в «Русской мысли» друкувати, та боїться наших Мідасів-Ослячі вуха, щоб ті його за відсутність громадянського протесту не пробрали. Ви ж знаєте, Москва потилицею міцна... |

Третя збірка творів Лохвицької, „Вірші (1898—1900)“, був опублікований в 1900 році. Сюди, крім нових віршів, увійшли три драматичні твори: „Він і вона. Два слова“, „Шляхом на Схід“ і „Ванделін“. У другому з них дослідники відзначали автобіографічні мотиви: історія знайомства поетеси з Костянтином Бальмонтом (він вгадується в образі грецького юнака Гіацинта), одруження героя на дочці багатого купця (в „ролі“ Є. А. Андрєєва — гречанка Комос), від'їзд подружжя за кордон.
До четвертого збірника „Вірші. Т. IV (1900—1902)“ увійшли також „Казка про Принца Ізмаїла, Царівну Світлану та Джемалі Прекрасну“ і п'ятиактна драма „Безсмертна любов“. Остання була відзначена як „найбільш виношений та вистражданий з усіх подібних творів Лохвицької“; сюжет її був фрагментарно підготовлений такими речами, як „Прощання королеви“, „Покинута“, „Серафими“; „Свято забуття“, „Він і вона. Два слова“. Дослідники відзначали: незважаючи на те, що в драмі вгадуються автобіографічні моменти, її персонажі, судячи по всьому, — збірні, причому в головному герої, поряд з Бальмонтом і Жибером, явно вгадується хтось третій. Сюжет драми „Безсмертна любов“ має пряме відношення до окультизму; сама Лохвицька ним не захоплювалася, але, як пише дослідниця її творчості Т. Александрова (маючи на увазі „магічні“ експерименти Валерія Брюсова і загадковий характер „хвороби“, що привела поетесу до загибелі), „можна припустити, що об'єктом окультного впливу вона все ж виявилася“.
За п'яту збірку (1904) М. Лохвицька в 1905 році (посмертно) була удостоєна половинної Пушкінської премії. Третій і четвертий збірки тоді ж отримали почесний відгук Академії наук. В 1907 році вийшла посмертна збірка віршів і п'єс М. Лохвицької „Перед заходом сонця“, що змусив критику по-новому оцінити творчість поетеси. М. О. Гершензон, що рецензував книгу, зазначив, що за невеликим винятком „п'єси страждають туманністю, їх фантастика штучна і непереконлива і більше відчувається порив, ніж творча сила“, виявив силу автора в містичному баченні:
|  | Тільки там, де Лохвицька в чистому вигляді намагалася висловити свою віру, своє містичне осягнення, не намагаючись втілити їх в образи, там їй вдавалися часом істинно-поетичні створення. <...> Її дух був занадто слабкий, щоб виробити в собі всеосяжну містичну ідею; вона точно навпомацки рухається в цьому тютчевському світі й зі зворушливою безпорадністю прагне висловити величезне неясне почуття, що є в ній. М. Гершензон. Вестник Европы, 1908 |

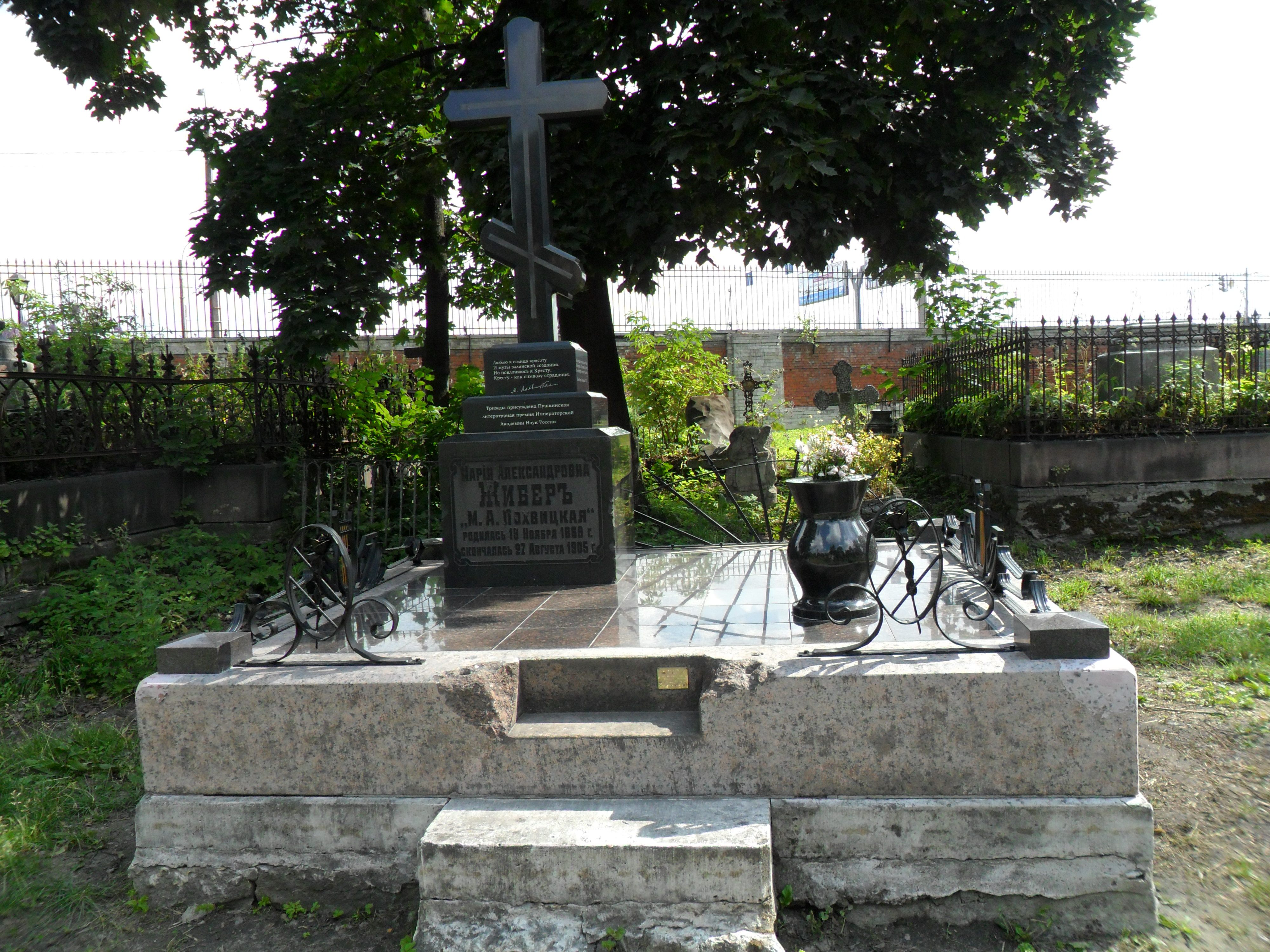
Могила М. А. Лохвицької на Нікольському кладовищі Олександро-Невської лаври в Санкт-Петербурзі

Наприкінці 1890-х років здоров'я Лохвицької стало стрімко погіршуватися. Вона скаржилася на болі в серці, хронічну депресію і нічні кошмари. В грудні 1904 року хвороба загострилася; поетеса (як пізніше говорилося в некролозі) „часом з великим песимізмом дивилася на своє становище, дивуючись, після жахливих нападів болю і тривалих нападів, що вона ще жива“. На літо Лохвицька переїхала на дачу до Фінляндії, де „під впливом чудового повітря їй стало дещо краще“; потім, однак, довелося не тільки перевезти її до міста, але і помістити до клініки, аби дати повний спокій, не досяжний вдома». Лохвицька вмирала болісно: її страждання «набули такого жахливого характеру, що довелося вдатися до вприскування морфію». Під впливом наркотиків останні два дні життя хвора провела в забутті, а померла — увісні, 27 серпня 1905 року. 29 серпня відбулося відспівування поетеси в Духівській церкві Олександро-Невської лаври; там же, на Нікольському кладовищі, вона, у присутності лише близьких родичів і друзів, була похована. Найбільш точні відомості про причини смерті М. О. Лохвицької дає в своїх записах Ф. Ф. Фідлер:
|  | 27 серпня в Бехтерівській клініці померла Лохвицька — від серцевого захворювання, дифтериту і базедової хвороби. Фидлер Ф. Ф. Из мира литераторов. 2008 |

Часто наведені в біографічних довідках відомості про те, що поетеса померла від туберкульозу легенів, помилкові. У некролозі Ю. Загуляєвої згадана хронічна стенокардія — що узгоджується з даними Ф. Фідлера. Сучасниками не раз висловлювалася думка, що смерть поетеси була безпосередньо пов'язана з її душевним станом. «Вона рано померла; якось загадково; як наслідок порушеної рівноваги її духу… Так казали…», — писала в спогадах Ізабела Гріневська, що товаришувала з Марією Лохвицькою.

## Сім'я і особисте життя

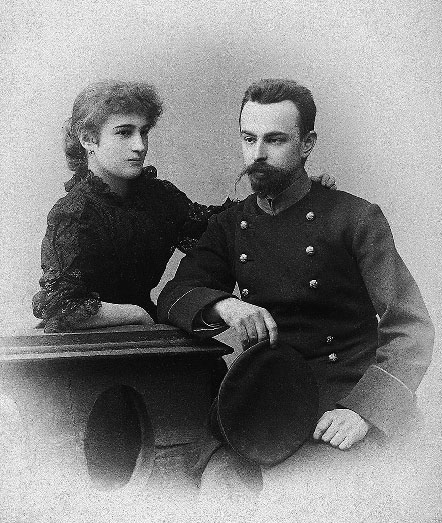
Мірра Лохвицька з чоловіком Євгеном Жибером.

Марія Олександрівна Лохвицька народилася в сім'ї адвоката Олександра Володимировича Лохвицького (1830—1884), вченого, автора праць з юриспруденції, якого називали одним із найталановитіших поетів трибуни свого часу" та Варвари Олександрівни (до шлюбу Гоєр, фр. Hoer, померла не раніше 1917). 30 листопада 1869 року (старого стилю) дівчинку хрестили в Сергіївському всієї артилерії соборі, що знаходився по сусідству з будинком Лохвицьких; хрещеними при хрещенні були підполковник В. А. фон Гойер та Є. А. Бестужева-Рюміна. Три роки потому народилася молодша сестра Марії, Надія Олександрівна (1872—1952), яка згодом стала відомою як Теффі.
Сім'я Олександра Лохвицького була багатодітною, а різниця у віці між старшими і молодшими дітьми — значною (точне їх число встановлено не було). Популярність здобув брат Марії Микола Олександрович Лохвицький (1868—1933), генерал, під час Першої світової війни командував корпусом у Франції, в Громадянську війну брав участь в Білому русі (і деякий час командував 2-ю колчаковською армією). Теффі часто згадувала сестру Олену (1874—1919, у шлюбі Пландовську), з якою була дуже дружна. Олена теж писала вірші, згодом спільно з Теффі перекладала Гі де Мопассана, перебувала у складі товариства драматичних письменників, але професійною літераторкою себе не вважала. Відомі імена ще двох старших сестер — Варвари Олександрівни (в шлюбі Попової) та Лідії Олександрівни (Кожиної).
У 1891 році М. О. Лохвицька стала дружиною інженера-будівельника Євгенія Ернестовича Жибера, сина зросійщеної француженки Ольги Фегін (1838—1900) та Ернеста Івановича Жибера (1823—1909). Останній народився в Парижі, в 1840-х роках приїхав до Петербурга, закінчив Академію мистецтв і залишився в Росії, де був, зокрема, професором Інституту цивільних інженерів. Свій дебютний збірник поетеса присвятила чоловікові; між тим, деякі її ранні вірші вказували і на якусь таємну любов, нещасливу або нерозділену. Зазначалося, що «певний матеріал для роздумів на цей рахунок дає факт знайомства Лохвицької з дослідником Сибіру і Далекого Сходу Миколою Гондатті. Якщо вірити мемуарам В. І. Немировича-Данченка, на його запитання, чи кохає вона свого нареченого, Лохвицька рішуче відповіла „ні“, хоча тут же додала: „А втім, не знаю. Він гарний… Так, звичайно, кохаю. Це у нас, у дівчат, поріг, через який треба переступити. Інакше не увійти до життя“. Втім, як зазначає Т. Александрова, приймати це свідоцтво беззастережно не можна: у своїх спогадах Немирович-Данченко звертався „з фактами досить вільно“.
У М. Лохвицької та Є. Жибера було п'ятеро синів: Михайло (1891—1967), Євген (1893—1942), Володимир (1895—1941), Ізмаїл (1900—1924), Валерій — народився восени 1904 року. Сини Михайло та Ізмаїл покінчили життя самогубством. Відомо, що поетеса весь свій час віддавала дітям; про її ставлення до них можна судити із жартівливого вірша, де кожному дається коротка характеристика („Михайло мій — бравий воїн, міцний в життєвому бою…“).

### Історія псевдоніма
Існує легенда (документально не підтверджена), згідно з якою, вмираючи, прадід Марії Кіндрат Лохвицький вимовив слова: «вітер відносить запах мірри …» і змінити ім'я Марія вирішила, дізнавшись про сімейний переказ. Зі спогадів молодшої сестри слідує, що існує ще як мінімум одна версія походження псевдоніма. Надія Лохвицька згадувала, що всі діти в родині писали вірші, причому заняття це вважали "чомусь страшенно ганебним, і трохи хто зловить брата або сестру з олівцем, зошитом і натхненним обличчям — негайно починає кричати: — Пише! Пише! "
|  | Поза підозрою був лише найстарший брат, істота, сповнена похмурою іронією. Але одного разу, коли після літніх канікул він поїхав до ліцею, в кімнаті його знайшли шматки паперів з якимись поетичними вигуками і кілька разів повтореним рядком: "Про Мірра, блідий місяць!". На жаль! І він писав вірші! Відкриття це справило на нас сильне враження, і, як знати, може бути, старша сестра моя Маша, ставши відомою поетесою, взяла собі псевдонім "Мірра Лохвицька" саме завдяки цьому враженню. |

Між тим, як зазначає Т. Александрова, згаданий рядок являє собою спотворений переклад початку романсу «Mira la bianca luna…» («Дивися, ось блідий місяць…» — італ.), згадуваного в романі Івана Тургенєва «Дворянське гніздо». Дослідниця зазначала, що цей романс могла виконувати і Маша Лохвицька, яка вчилася «італійському» співу в інституті; таким чином — звідси запозичувати псевдонім, незалежно від історії з поетичними шедеврами брата, описаними Теффі. Той факт, що «рядок прообразує не тільки літературне ім'я майбутньої поетеси, але й часто зустрічається у неї мотив місяця» («Sonnambula», «Союз магів» тощо), на думку дослідниці, побічно свідчить на користь цієї версії.

### Відносини з К. Бальмонтом
Марія Лохвицька та Костянтин Бальмонт познайомилися імовірно в Криму, в 1895 році. Зближення було зумовлено спільністю творчих принципів і уявлень двох поетів; незабаром «спалахнула й іскра взаємного почуття», що реалізувалося в поетичному листуванні. Бальмонт у віршах поетеси став «Ліонелем», юнаком з кучерями кольору стиглого жита" і очима «зеленуватосиніми, як море». «Літературний роман» Лохвицької та Бальмонта отримав скандального розголосу; неодноразово малося на увазі, що обидва поети були фізично близькі. П. етро Перцовзгадуючи про їх «нашумілий роман», зазначає, що останній «поклав початок» іншим романтичним захопленням поета.
Сам Бальмонт в автобіографічному нарисі «На зорі» стверджував, що з Лохвицькою його пов'язувала лише «поетична дружба». Документально ні підтвердити, ні спростувати це стало згодом неможливо: при тому, що існує значна кількість поетичних взаємопосвят, зберігся лише один лист Бальмонта до Лохвицької, стриманий та холодний. Відомо, що поети зустрічалися нечасто: більшу частину періоду їхнього знайомства Бальмонт перебував за кордоном. Як писала пізніше Т. Александрова, «свій борг дружини і матері Лохвицька шанувала свято, але була не в змозі загасити вчасно не потушенное полум'я».
Після чергового виїзду Бальмонта за кордон у 1901 році особисте спілкування між ними, судячи з усього, припинилося, а віршована перекличка переросла в свого роду поєдинок все більш зловісної та хворобливої властивості («Його натиску відповідають її благання, його торжества — її розпач, погроз — жах, а в її кошмарах на різні лади повторюється ключове вираження: злі чари»). «Болісна боротьба з собою і з полуденними чарами» не тільки становила суть пізньої лірики поетеси, але, як вважають багато хто, стала основною причиною глибокої депресії, яка багато в чому визначила її ранню смерть.
Бальмонт не був присутній на похороні Лохвицької і незабаром після смерті поетеси з навмисною зневажливо відгукнувся про неї в листі В. Брюсову. Крім того, у своєму збірнику, так і названому: «Злі чари», створюваному безпосередньо після смерті Лохвицької, він продовжує зневажливо відгукуватися на образи її поезії. Тим не менш він, очевидно, дуже важко переживав смерть коханої. На пам'ять про неї він назвав доньку від шлюбу з Є. К. Цветковською, і, судячи з усього, бачив у ній якусь реінкарнацію поетеси. Дочка від зв'язку з Дагмар Шаховською була названа Світланою (так звуть героїню невеликої поеми Лохвицької «Казка про принца Ізмаїлі, царівну Світлану та Джемалі Прекрасної»).Ф. Ф. Фідлер, розповідаючи про зустріч з Бальмонт наприкінці 1913 року (через 8 років після смерті Лохвицької), повідомляє наступне:
|  | Про Мірру Лохвицьку <...> Бальмонт сказав, що кохав її й продовжує любити досі: її портрет супроводжує його у всіх подорожах... |

## Характер і зовнішність
Про Марію Лохвицьку залишилося небагато спогадів, що було обумовлено декількома причинами. Замкнута і сором'язлива, поетеса рідко виходила в світ, виправдовуючи своє самітництво домашніми справами, хворобами дітей, а пізніше — погіршенням самопочуття. Багато з тих, з ким вона підтримувала дружні стосунки, належали до старшого покоління і померли раніше за неї (К. К. Случевський, Вс. Соловйов, О. І. Урусов), не залишивши спогадів. Її відносини з однолітками були непростими, причому, якщо Брюсов та Зінаїда Гіппіус відкрито висловлювали їй свою антипатію, то інші проявили в мемуарах, на перший погляд, неймовірну стриманість: так, майже нічого не написали про поетесу люди, які краще за інших знали її: Теффі і Бальмонт (який протягом усього свого життя тримав на письмовому столі портрет Лохвицької).

Можливо, найяскравіший (але при цьому, як зазначалося пізніше, майже напевно ідеалізований) портрет поетеси створив в своїх спогадах Василь Немирович-Данченко, з яким у юної Лохвицької склалися довірчі відносини: 
|  | ...Народилася і виросла в тьмяному, витягуючому нездорові соки з незліченних пролежнів Петербурзі, - а вся здавалася чудесною тропічною квіткою, яка наповнювала мій куточок дивним ароматом іншого, більш благословенного небесами краю ... дивувалась душа, зовсім не споріднена нудного і мізерного, розміреного укладу нашого життя. І мені здавалося: молода поетеса і сама відігрівається в нестримних поривах натхнення, п'янить справжньою музикою вірша, який так вільно ллється. |

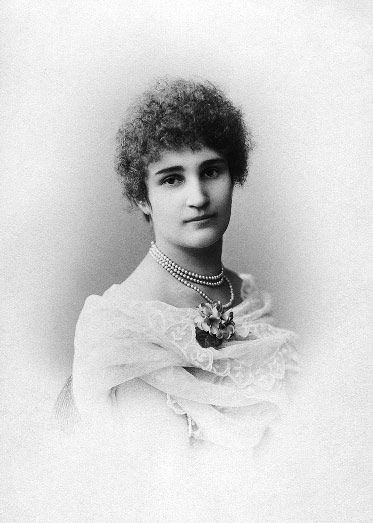
Марія Лохвицька. 1890-ті роки.

Як згадував В. Немирович-Данченко, вона «не була самолюбною і жадібною шукачкою дивного і незрозумілого, замість оригінального, вона не вигадувала, не кудеснічала, прикриваючи незрозумілим і диким відсутність краси і щирості. Це була сама безпосередність, світло, що сяяло з серця і не потребувало ні в яких призмах й екранах…».
Ефектна зовнішність значною мірою сприяла зростанню популярності М. Лохвицької; вона ж, як зазначалося, «згодом… стала перешкодою до розуміння її поезії». На думку Т. Александрової, «далеко не всі хотіли бачити, що зовнішня привабливість поєднується в поетесі з живим розумом, який з часом все чіткіше почав виявляти себе в її ліриці. Драма Лохвицької — звичайна драма красивої жінки, в якої відмовляються помічати що б то ні було, крім краси».
Є відомості про те, що поетеса мала успіх на літературних вечорах, але відомо також, що ці виступи були нечисленними і скутими. Згадуючи один з таких вечорів, Є. Поселянин писав: «Коли вона вийшла на сцену, в ній було стільки безпорадної сором'язливості, що вона здавалася набагато менш красивою, ніж на своїй картці, яка була поміщена у всіх журналах». Сусідка і подруга Лохвицької Ізабелла Гріневська згадувала про зустрічі з поетесою на артистичних вечорах, однак вона не вказала, чи брала Лохвицька в них будь-яку участь, крім глядацького: «Ми зустрілися з нею на вечорі у Яворської. Ця цікава актриса вміла не тільки грати на сцені, але і приймати гостей, даючи їм можливість себе проявити. На невеликій естраді створився імпровізований концерт. Виступали деякі з числа гостей. Випадково я опинилася поруч з Лохвицькою, зовсім тоді для мене незнайомої, крім її імені та деяких віршів.», — згадувала вона

Як відзначали багато з тих, хто знав Лохвицьку особисто, «вакхічеський» характер творчості поетеси являв собою повний контраст з її реальним характером. Автор надзвичайно сміливих для свого часу, часом відкрито еротичних віршів, у житті вона була «найбільш цнотливою одруженою дамою Петербурга», вірною дружиною і доброчесного матір'ю. При цьому, як зазначає Т. Александрова, в колі друзів Лохвицьку оточувала «своєрідна аура загальної легкої закоханості». Лохвицька — одна з небагатьох, про кого зазвичай уїдливий Іван Бунін залишив найприємніші спогади. «І все в ній було чудово: звук голосу, жвавість мови, блиск очей, ця мила легка жартівливість… Особливо прекрасним був колір її обличчя: матовий, рівний, подібний кольором кримського яблука», — писав він. В. М. Муромцева-Буніна так згадувала про їхні стосунки, перефразовуючи почуте від чоловіка:
|  | Познайомився він в Москві, а потім і подружився, з поетесою Міррою Лохвицькою, сестрою Теффі. У них виникла ніжна дружба. Він завжди захоплювався нею, згадуючи сніговий день на вулиці, її в ошатній шубці, занесеноїю снігом. Її вважали мало не за вакханку, бо вона писала вірші про кохання і пристрасті, а тим часом вона була домосідкою, матір'ю декількох дітей, з дуже живим і чуйним розумом, розуміла жарти. Муромцева-Буніна В. М. Жизнь Бунина. 1989 |

Іван Бунін і сам констатував: поетеса, яка оспівувала пристрасть, в побуті — «велика домувальниця, по-східному лінива: часто навіть гостей приймає лежачи на софі в капоті, і ніколи не говорить із ними з поетичною томністью, а навпаки. Базікає дуже мудро, просто, з великою дотепністю, спостережливістю і чудовою насмішкуватістю». Письменник нерідко відвідував будинок поетеси, «був у неї в приятелях» і зауважував: «ми навіть називали один одного зменшувальними іменами, хоча завжди ніби іронічно, з жартами один над одним». Бунін залишив мало документальних свідчень про цю дружбу. Зазначалося, однак, що образ Лохвицької, зображений письменником у спогадах, органічно вписався «в галерею незабутніх жіночих образів його художньої прози» (можна припустити його відображення в оповіданні «Легке дихання», в ряді віршів Буніна, а також в деяких рисах Ліки в «Життя Арсеньєва»).

Василь Немирович-Данченко, розмірковуючи багато років по тому про те, як губить талант подружнє життя, знаходив певну закономірність в тому, що життя поетеси «… обірвалася рано, раптово і трагічно». І все ж, писав він, — 
|  | ...Я до сих пір не можу байдуже згадувати її. Не в силах - пройшли вже роки - помиритися, що не погрешу, сказавши - з великою втратою для нашої літератури. Кожен раз, читаючи її вірші, я бачу її в затишній кімнаті готелю, в кутку оливкового оксамитового дивана, згорнувшись, як кошеня, під нерівним вогнем яскраво палаючого каміна. Під цим світлом, здавалося, в її чарівних очах спалахувало полум'я... Мені чується її нервовий, ніжний голос... Звучать строфа за строфою, захоплюючи мене і часто Володимира Соловйова в чарівну поетичну мрію. В які світлі світи вона вміла нести тих, хто її слухав! І яким чарівним було все так мерехтливе лице, смагляве, південне, золотисте!.. Я не був на її похороні. Я хотів, щоб вона залишилася в моїй пам'яті такою ж радісною запашною квіткою далекого сонячного краю, покинутою в тьмяні будні закляклої півночі. |

## Аналіз творчості
Ранні вірші Мірри Лохвицької не відрізнялися формальною новизною, але, як згодом визнавалося, що «принципово новим було у них затвердження чисто-жіночого погляду на світ»; в цьому відношенні саме Лохвицька вважається основоположницею російської «жіночої поезії XX століття, яка проклала шлях для А. А. Ахматової, М. І. Цвєтаєвої та інших російських поетес. Як писав Михайло Гершензон, „вірші Лохвицької не були оцінені по достоїнству і не проникли у велику публіку, але хто любить тонкий аромат поезії і музику вірша, ті зуміли оцінити її чудове обдарування…“. У рецензії на посмертно виданий збірник „Перед заходом сонця“ (1907) Гершензон писав:
|  | Перш за все, чарівний вірш Лохвицької. Вся п'єса вдавалася їй порівняно рідко: вона точно не доношувала свій поетичний задум і втілювала його часто тоді, коли він в ній самій ще не був ясний. Але окрема строфа, окремий вірш часто досягають у неї класичного досконалості. Здається, ніхто з російських поетів не наблизився до такої міри до Олександра Пушкіна в сенсі чистоти і ясності вірша, як ця жінка-поет; її строфи запам'ятовуються майже так само легко, як пушкінські. Гершензон М. О., Вестник Европы, 1908 |

Природну музичність вірша поетеси відзначав і Василь Немирович-Данченко: „Кожний рядочок жеврів красивою, чисто південного пристрастю і таким проникненням у природу, якого не було навіть у великих поетів у почесному кутку російської Парнас. Вона вже і тоді в повній мірі володіла технікою. Їй нема чого було вчитися у версифікаторів, яких ми часто величали лаврами істинної поезії. Вона більше, ніж хто-небудь, відрізнялася музичним вухом і, пробігаючи по рядках поглядом, чула вірші“.
Енциклопедичний словник Брокгауза і Ефрона, де Лохвицька характеризувалася як „одна з найвидатніших російських поетес“, підтверджував: „Вірш її витончений, гармонійний, легкий, образи завжди яскраві та колоритні, настрій ясний, мова пластична“. При цьому наголошувалося: зважаючи на те, що поетесу багато зараховували до декадентів, насправді у Лохвицької не було й тіні тієї розслабленості, нервової розбитості, химерності і взагалі хворобливості і екстравагантності», що асоціювалися з декадентством; навпаки, вона наповнювалась жагою до життя, висловлюючи прагнення насолоджуватися і віддаватися своїм поривам з усією повнотою напруженого почуття". Були й протилежні думки: А. І. Ізмайлов вбачав в обдаруванні Лохвицької «природний скат до декадентства», чому сприяло «гарне теоретичне знання окультизму». Її «підробки під містичні заклинання чудово вхоплюють дух і тон створінь старовинної народної вигадки», — зазначав критик.
Семен Венгеров помічав у творчості поетеси «той же приплив суспільної бадьорості, який виразився в сміливому виклику марксизму», відзначаючи тут же, що «настрій Лохвицької абсолютно чужий громадським інтересам»:
|  | Уявлення поетеси про мету і завдання життя абсолютно подібні; всю силу свого пориву і жаги до життя вона направила виключно в бік любові. Вона говорила з повною відвертістю про «бажання душі вогневої», про «пристрасті шалені» тощо. Але прямота і своєрідна наївність, з якою вона створювала апофеоз пристрасті, надавала йому велику принадність. Венгеров, ЭСБЕ |

Тим часом, Т. Александрова, відзначаючи, що Лохвицька була не тільки «співачкою пристрасті», а й за складом натури — містиком, наводила в якості прикладу рядки: 
|  | …Мне ненавистен красный цвет За то, что проклят он. В нём — преступленья долгих лет, В нём — казнь былых времён… |

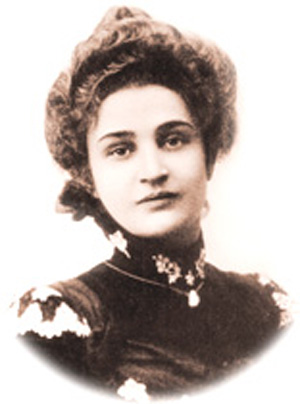
Мірра Лохвицька, що мала величезний успіх на рубежі XIX—XX століть, згодом була практично забута. Лише до кінця 1990-х років критики, передусім, зарубіжні, почали визнавати: її вплив на сучасників і пізніших поетів тільки починає усвідомлюватися".

«Це було сказано ще до першої російської революції, яку Лохвицька і розгледіти не встигла. Власне, одного цього вірша було достатньо, щоб поета не друкували за Радянської влади», — зауважує дослідниця.
Про містичну сторону дару поетеси писав і Вячеслав Іванов. Відзначаючи цілісність поетичної натури Лохвицької, яка, на його думку, являла собою рідкісний приклад античної гармонії в сучасній людині «…і до християнства належала… з м'яким розчуленням нерозділеної, ззовні стоясої душі язичницької, відгукуючись на нього всією природною, здоровою добротою своєю», він вважав поетесу не «вакханкою шалено розкішних безбожно-плотських вакханалій пізнього язичництва», але — «істинної вакханки». Іванов писав: «як вакханки істинної <вона> таїла в собі фатальну полярність світосприйняття. Пристрасті відповідає смерть, і насолоді — страждання. У тій же мірі, в якій надихала поетесу краса хтивості, — її притягувало демонічний жах жорстокості. З сміливою цікавістю вона зупиняється над безоднями мучительства; середньовіччя дихає на неї мороком своїх диявольських видінь; несамовита, вона відчуває себе одною з чаклунок, повідавших пекельні веселощі шабашу і вогнища».
Роздвоєність в іншій площині зазначав у творчості М. Лохвицької також і Олександр Курсинський. Він вважав, що поетеса перебувала «…високо над німою юдоллю турбот і печалей і жила немов в іншому щасливішому світі, де все — краса і блаженство, нескінченна, кришталево-іскриста казка», чому багатьом здавалася «далекою і чужою». Між тим, як вважав критик, її «пекучі мрії були вигодувані загальнолюдською скорботою про недосяжне щастя, їй чулися райські хори, але чулись крізь похмурі дзвони монотонних наспівів землі», а творчим мотивом було прагнення «звести провидиме небо на землю, а не в прагненні відійти від землі».
А. І. Ізмайлов, який вважав, що Лохвицька — «найвизначніша і… єдина, якщо застосовувати сувору і серйозну точку зору, російська поетеса», писав: «Полум'яна, пристрасна, жіночно-витончена, часом у своїх віршах дуже нервова, майже хвороблива, але завжди індивідуальна, вона з'явилася дивним поєднанням землі і неба, плоті і духу, гріха та пориву вгору, тутешньої радості і туги за „блаженство нетутешньої країни“, за майбутнє „царстві святої краси“. Відсутність сильних і рівних ставило її явно першою серед жіночої поезії». Називаючи її співачкою «…пекучої, палаючої, істомної пристрасті», критик відзначав: навіть зі зміною настроїв в наступних її книгах читачі і критика «не забули першого, яскраво пофарбованого враження», яке «залишилося пануючим». Ізмайлов нагадував, що багато відзначали «однобічність музи Лохвицької», яка з роками ставала лише чіткішою. На його думку, любовна лірика поетеси вражала «часом дещо хворобливе враження»; в ній часто був явний «болючий нервовий злам…».
Євгеній Поселянин, називаючи М. Лохвицьку найбільшою фігурою серед поетів нового покоління, ставив її вище Івана Буніна («недостатньо яркий»), Костянтина Бальмонта і Андрія Білого («…дають серед купи малозрозумілих сумбурних творінь лише невелику кількість струнких і часом прекрасних речей»). На думку письменника, Марія Лохвицька «володіла однією з відмітних ознак справжньої дарування — надзвичайною зрозумілістю змісту і визначеністю форми». Визнаючи світоглядну вузькість творчості поетеси («Муки і радості, крики печалі і крики захвату люблячого, вічно розпаленого жіночого серця») і згадуючи адресовані їй закиди в «перебільшеності, занадто пекуче полум'я пристрасті», Поселянин помічав:
|  | Вона була одна з перших жінок, які так само відверто говорили про любов з жіночої точки зору, як раніше говорили про неї, зі свого боку, тільки поети. Але як не дивитися на цю безпосередність її поетичної сповіді, в ній була велика щирість, яка і створила її успіх, разом зі звучною, блискучою, надзвичайно відповідною настроям даного вірші, формою. (Е. Поселянин. Отзвеневшие струны. 1905) |

Визнаючи, що у віршах Лохвицької «…билося серце бунтівне, шукаюче, незадоволене, почасти язичницьке», Поселянин уточнював: «Але ця, здебільшого фізична, пристрасть доходила і до високих поривів самозречення». Лохвицька, як він вважав, мимоволі віддала «данину містичним сподіванням того народу, серед якого народилася», все ж «до сфери онтології… зуміла внести самий піднесений і поетичний елемент: любов ніколи не вмираючу і що розцвітає повною і досконалою силою у вічності». Зазначалося, що ця думка особливо цікава тим, що належить автору, який прославився духовними книгами з історії православ'я: «Характерно, що містику любові Лохвицької Поселянин не вважає темною — він ясно бачить її світлі сторони… <Його замітка> — хороший аргумент проти зарахування поетеси до складу „жерців темряви“», — писала Т. Александрова.

### Тема кохання
Поезія Лохвицької, витончена і колоритна, була присвячена майже виключно романтичним почуттям. Рядок: «Це щастя — сладострастье» стала свого роду девізом поетеси, про яку деякі критики говорили не інакше, як про «російської Сафо». «Темі жіночого кохання підпорядкована вся її творчість; іноді зустрічаються історичні мотиви. Майстровиті вірші багаті образами і порівняннями, їх структура визначається параллелизмами, вони не повествовательны, пройняті романтикою, еротикою, в них виражається прийняття світу як принцип, і по відношенню до коханого, і до смерті», — зазначав В. Козак («Лексикон російської літератури XX століття»).

У своїх ранніх творах поетеса оспівувала кохання як світле романтичне почуття, шлях до сімейного щастя і радості материнства. Поступово тематика її творів звузилася; в життя її ліричної героїні вторглася «гріховна пристрасть, що вносить в її душі розлад»; в любовній ліриці з'явилася сюжетність. Виникнення над образом Лохвицької ореолу «вакханки» багато в чому сприяв її «літературний роман» з К. Д. Бальмонтом. Як писав С. Венгеров, — 
|  | В еротизмі Лохвицької слід розрізнити три періоди. Якщо і в першій збірці трапляються речі прямо цинічні, то загальне забарвлення йому, все-таки, повідомляла наївна граціозність; «Солодкі пісні кохання» були, притому, присвячені чоловікові поетеси за те, що він доставив їй «щастя і радість». З виходом другої збірки сором'язливе забарвлення юних захоплень зникає. Почуття співачки набувають виключно-спекотний характер. <...> З III збіркою вона вступає в останній фазис, де тіні вже набагато більше, ніж світла. Загальний тон поезії Лохвицької тепер уже невтішний; дуже багато говориться про страждання, безсиллі, смерті. Колишня простота і ясність змінюється химерністю. Сюжети стають все вишуканіше... ЭСБЕ, М. Лохвицкая |

Останні роки творчого життя М. Лохвицької були відзначені занепадницькі настроями. Вже розміщений в III томі вірш: «Я хочу померти молодою, золотою закотитися зіркою, облетіти нНев'януоюй квіткою. / Я хочу померти молодою… Нехай не гасне вогонь до кінця, і залишиться пам'ять про ту, що для життя будила серця» — було згодом визнано «ясно усвідомленюї пророчою епітафією». У міру зростання популярності «російської Сафо» критика знаходила в її поезії вже «більше щирості, ніж нескромності». У IV томі, що вийшов у 1903 році, від недавньої пристрасності не залишилося й і сліду. Вірші із закликами до коханого, написані до цього часу, поетеса сюди не включила. Зате тут відчувається передчуття близької смерті; в деяких віршах Лохвицька подумки попрощалася з дітьми, заповідаючи їм християнські ідеали і пошуки шляху «у сади живого Бога».
М. Гершензон, простежуючи за збірником «Перед заходом сонця» (1907) пройдений поетесою недовгий шлях, зазначав: якщо в її ранніх віршах переважав мотив, виражений закликом: «Поспішай, коханий! Згорає мій елей!», то в пізніших речах душа поетеси немов би стала «тихіше і глибше; за пристрастю, за барвистим покривом буття їй відкрилася таємничий зв'язок явищ — точно розсунулися стіни і погляд проник у загадкову даль». А. Ізмайлов писав, що Лохвицькій була відома таємниця справжньої краси, і вона заспівала гарно, щиро і сміливо ту Пісню Пісень, яку до неї російською мовою не заспівала жодна поетеса".

### Значення
Мірра Лохвицька, мала величезний успіх наприкінці 1890-х років, до кінця життя помітно втратила популярність: на її адресу були звернені «холодні глузування законодавців літературної моди, дріб'язкові причіпки критиків і байдужість читаючої публіки, не удостоившей колишню улюбленицю навіть живих квітів на похоронах». Останнім відгомоном прижиттєвої слави Лохвицької стало захоплення її творчістю Ігоря Сєверяніна, який на честь поетеси назвав свою фантастичну країну «Міррелія», але (згідно Т. Александрової) надмірні захоплення «короля поетів» не сприяли адекватному розумінню її поезії.
В радянський період ім'я Марії Лохвицької було міцно забуте, як на батьківщині, так і в російському зарубіжжі; критики викривали її в «обмеженості, тривіальності, салонності, вульгарності». Протягом більш ніж дев'яноста років вірші М. Лохвицької не виходили окремими виданнями. Широко розтиражовані виявилося висловлювання В. Брюсова: «Для майбутньої Антології російської поезії можна буде вибрати у Лохвицької віршів 10-15 дійсно бездоганних…» (мала менш відоме продовження: «…але уважного читача завжди буде хвилювати і захоплювати внутрішня драма душі Лохвицької, відображена нею у всій її поезії»).
Становище стало змінюватися в 1990-х роках. Англійський «Словник російських жінок-письменниць» (1994) зазначав, що роль Лохвицької в жіночій поезії «все ще чекає зваженої та справедливої оцінки» і «вплив на сучасників і пізніших поетів тільки починає усвідомлюватися». Американський славіст Володимир Марков стверджував, що «її „пекучий, жіночний вірш“ безумовно заслуговує уваги і реабілітації», і «саме Лохвицька, а не Ахматова, „навчила жінок говорити“». Він же назвав Лохвицьку «криницею пророчих передбачень». Сучасні дослідники творчості поетеси визнають справедливість закиду, що стосувалося «вузькості» поетичного світу Лохвицької, але відзначають безсумнівну глибину останнього. Як писав В'ячеслав Іванов, «глибина її була сонячна глибина, сповнена світла, і тому не здавалася глибиною незвичного погляду».

## Адреси
- У Петербурзі — Сергіївська вулиця, будинок 3.
- У Ярославлі — Романівська вул., будинок Кулєшова.
- У Москві — будинок Брілліантова на розі 2-го Знам'янського і Великого Спаського провулків (нині — 2-й Колобовський і Великий Каретний).